# Scolobates longicornis
Scolobates longicornis là một loài tò vò trong họ Ichneumonidae.